# Armén
Armén – szwedzkie wojska lądowe, jeden z rodzajów Szwedzkich Sił Zbrojnych, obok Szwedzkiej Marynarki Wojennej, Szwedzkich Sił Powietrznych i gwardii narodowej.

## Wyposażenie

### W służbie

#### Pojazdy
| Zdjęcie                  | Nazwa             | Państwo                   | Liczba            |
| Czołgi podstawowe        | Czołgi podstawowe | Czołgi podstawowe         | Czołgi podstawowe |
| ------------------------ | ----------------- | ------------------------- | ----------------- |
|                          | Stridsvagn 122    | Niemcy · Szwecja          | 110               |
| Bojowe wozy piechoty     |                   |                           |                   |
|                          | CV90              | Szwecja                   | 509               |
| Transportery opancerzone |                   |                           |                   |
|                          | Patria AMV        | Finlandia                 | [ 3 ]             |
|                          | BvS 10            | Szwecja · Wielka Brytania | [ 4 ]             |

## Stopnie i dystynkcje
| Korpus                       | Korpus oficerów | Korpus oficerów | Korpus oficerów | Korpus oficerów | Korpus oficerów | Korpus oficerów | Korpus oficerów | Korpus oficerów | Korpus oficerów | Korpus oficerów | Korpus oficerów |
| Kod Nato                     | OF-9            | OF-8            | OF-7            | OF-6            | OF-5            | OF-4            | OF-3            | OF-2            | OF-1            | OF-1            | OF-D            |
| ---------------------------- | --------------- | --------------- | --------------- | --------------- | --------------- | --------------- | --------------- | --------------- | --------------- | --------------- | --------------- |
| Dystynkcje                   |                 |                 |                 |                 |                 |                 |                 |                 |                 |                 |                 |
| Stopnie                      | General         | Generallöjtnant | Generalmajor    | Brigadgeneral   | Överste         | Överstelöjtnant | Major           | Kapten          | Löjtnant        | Fänrik          | Kadett          |
| Odpowiednik w polskiej armii | Generał         | Generał broni   | Generał dywizji | Generał brygady | Pułkownik       | Podpułkownik    | Major           | Kapitan         | Porucznik       | Podporucznik    | Podchorąży      |

| Korpus                       | Korpus oficerów specjalnych | Korpus oficerów specjalnych | Korpus oficerów specjalnych | Korpus oficerów specjalnych | Korpus oficerów specjalnych | Korpus dowódców drużyn | Korpus dowódców drużyn | Korpus dowódców drużyn | Korpus szeregowych | Korpus szeregowych | Korpus szeregowych | Korpus szeregowych | Korpus szeregowych | Korpus szeregowych |
| Kod Nato                     | OR-9                        | OR-8                        | OR-7                        | OR-6                        | OR-6                        | OR-5                   | OR-5                   | OR-4                   | OR-3               | OR-2               | OR-2               | OR-1               | OR-1               | OR-1               |
| ---------------------------- | --------------------------- | --------------------------- | --------------------------- | --------------------------- | --------------------------- | ---------------------- | ---------------------- | ---------------------- | ------------------ | ------------------ | ------------------ | ------------------ | ------------------ | ------------------ |
| Dystynkcje                   |                             |                             |                             |                             |                             |                        |                        |                        |                    |                    |                    |                    |                    |                    |
| Stopnie                      | Regementsförvaltare         | Förvaltare                  | Fanjunkare                  | Översergeant                | Sergeant                    | Överfurir              | Furir                  | Korpral                | Vicekorpral        | Menig 4            | Menig 3            | Menig 2            | Menig 1            | Menig              |
| Odpowiednik w polskiej armii | Starszy chorąży sztabowy    | Chorąży                     | Młodszy chorąży             | Starszy sierżant sztabowy   | Starszy sierżant            | Sierżant               | Sierżant               | Plutonowy              | Kapral             | Starszy szeregowy  | Starszy szeregowy  | Szeregowy          | Szeregowy          | Szeregowy          |